# 林俊廷
林俊廷（1876年—1933年），字莆田，广西防城扶隆乡人。旧桂系将领。

## 生平
林俊廷出身盐贩，曾充当土匪头目。1902年，接受清军陆荣廷招安。1911年，升任巡防队统领。1912年3月，任广西第二军统领，驻扎龙州，兼边防对汛督办。1916年，任广西护国讨袁军第一支队司令。1917年，任护国军粤桂联军第二军司令，率部开入湖南，1918年退回广西。1921年，被旧桂系余部推举为广西自治军总司令，驻扎南宁。1922年11月9日，获将军府俊威将军。
1923年3月，大总统黎元洪任命林俊廷兼任广西省省长，同年7月去职。1923年底，孙中山任命林俊廷为广东八属军务督办。1925年3月，林俊廷联合龙云攻入南宁，林俊廷宣布再度出任广西省省长。同年7月，李宗仁、黄绍竑再度攻打南宁，林俊廷乃逃离广西。不久，林俊廷回到思乐县海渊镇（今属宁明）定居。
1933年，林俊廷病逝。 